# Kemba Walker
Kemba Hudley Walker (ur. 8 maja 1990 w Nowym Jorku) – amerykański koszykarz, występujący na pozycjach rozgrywającego lub rzucającego obrońcy.
Ukończył naukę w rzymskokatolickiej szkole średniej Rice. W 2008 wystąpił w meczu gwiazd amerykańskich szkół średnich - McDonald’s All-American. Tego samego roku rozpoczął studia na uniwersytecie Connecticut. Na trzecim roku nauki wygrał mistrzostwo NCAA z drużyną Connecticut Huskies, otrzymał nagrodę im. Boba Cousy'ego oraz został wybrany najlepszym graczem turnieju finałowego. Po tych sukcesach zgłosił się do draftu NBA, w którym został wybrany z 9. numerem przez Charlotte Bobcats.
W sezonie 2015/2016 zajął drugie miejsce w głosowaniu na największy postęp sezonu NBA.
18 stycznia 2018 pobił strzelecki rekord swojej kariery w NBA, notując 52 punkty, podczas wygranego (124–119) po dwóch dogrywkach spotkania z Utah Jazz. Trafił wtedy 16 z 34 rzutów z gry, 6 z 11 za 3 punkty, 14 z 15 wolnych, poprawiając poprzedni rekord klubu (48 punktów), należący do Glena Rice’a od marca 1997.
17 listopada 2018 ustanowił kolejny strzelecki rekord swojej kariery w NBA, notując 60 punktów, podczas przegranego po jednej dogrywce spotkania we własnej hali (119–122) z Philadelphia 76ers. Trafił wtedy 21 z 34 rzutów z gry, w tym 6 z 14 za 3 punkty i 12 z 12 wolnych, poprawiając poprzedni, własny rekord klubu (52 punkty), ze stycznia 2016 roku.
6 lipca 2019 trafił w wyniku wymiany do Boston Celtics. 18 czerwca 2021 został wytransferowany do Oklahoma City Thunder. 6 sierpnia został zwolniony. 11 sierpnia 2021 dołączył do New York Knicks. 28 listopada 2022 dołączył do Dallas Mavericks. 6 stycznia 2023 został opuścił klub.
2 lipca 2024 ogłosił zakończenie kariery koszykarskiej.

## Osiągnięcia
Stan na 19 stycznia 2023, na podstawie, o ile nie zaznaczono inaczej.
NCAA
- Mistrz NCAA (2011)
- Uczestnik NCAA Final Four (2009, 2011)
- Mistrz konferencji Big East (2011)
- Most Outstanding Player turnieju mężczyzn NCAA (2011)[17]
- Laureat:
  - Bob Cousy Award (2011)[18]
  - Lute Olson Award (2011)[19]
- MVP turnieju:
  - Big East (2011)[20]
  - Maui Invitational (2011)
- Zaliczony do:
  - I składu 
    - All-American (2011)
    - Big East (2011)
    - debiutantów AAC (2009)
    - NCAA Final Four (2011)[21]
    - turnieju:
      - Maui Invitational (2011)
      - Paradise Jam (2009)

  - III składu Big East (2010)

NBA
- Zaliczony do III składu NBA (2019)[22]
- Laureat NBA Sportsmanship Award (2017, 2018[23])
- Uczestnik:
  - meczu gwiazd NBA (2017, 2018[a], 2019[25], 2020[26])
  - Rising Stars Challenge (2012, 2013)
  - konkursu rzutów za 3 punkty (2017, 2019)[27]
- Zaliczony do I składu letniej ligi NBA (2012)
- Zawodnik tygodnia konferencji wschodniej NBA (24.02.2014, 12.01.2015, 25.01.2016, 14.03.2016)

Reprezentacja
- Wicemistrz Ameryki U–18 (2008)
- Uczestnik mistrzostw świata (2019 – 7. miejsce)[28]